# CosmoCaixa Barcelona

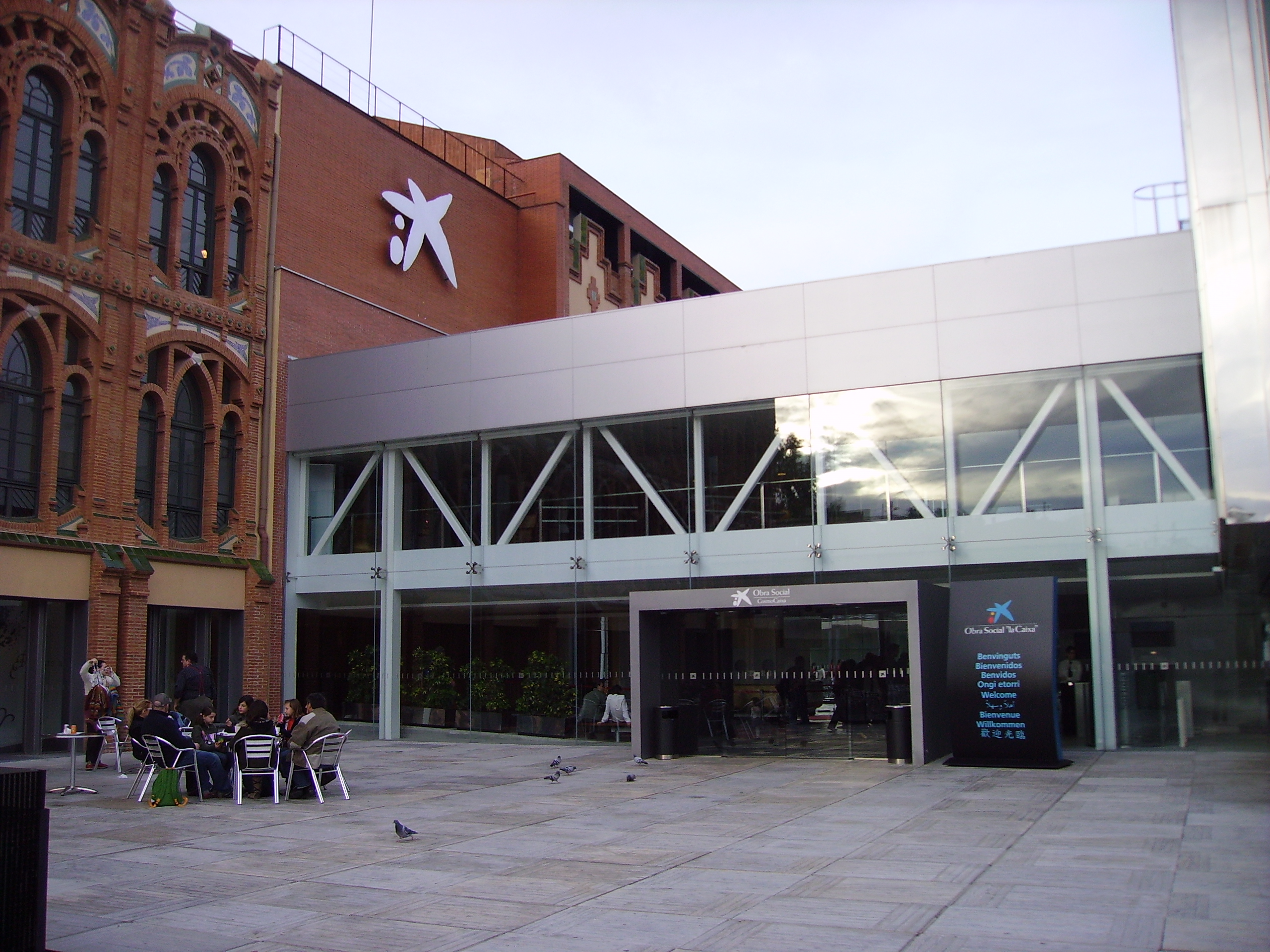
CosmoCaixa Barcelona.

CosmoCaixa Barcelona är Barcelonas vetenskapscentrum. Det öppnades ursprungligen 1980 under namnet el Museu de la Ciència. År 1998 stängdes det för att totalrenoveras. Nyöppnandet skedde hösten 2005 med en femdubblad utställningsyta. Det fick omgående höga omdömen och utdelades priset som Europas bästa museum 2006. Utöver utställningarna finns även ett centrum för bioforskning.
CosmoCaixa är uppdelat i fyra teman
- Långsam materia - Behandlar tiden från Big Bang fram till livets uppkomst på Jorden.
- Levande materia - Behandlar tiden fram till människans uppkomst.
- Intelligent materia - Behandlar utvecklingen av människans intelligens och kunskap.
- Civiliserad materia - Behandlar historia och vetenskap från tidiga uppfinnare till informationserans genombrott.